# Руляк
Руляк (мак. Руљак) — село в Північній Македонії, яке входить до складу общини Карбинці, що в Східному регіоні країни.
Громада складається з 2 осіб (перепис 2002): за національністю — всі македонці. Село розкинулося в низинній місцевості (середні висоти — 689 метрів), яку македонці називають Овче поле.